# Liste der Inka-Herrscher
Die folgende Übersicht ist eine Liste der Inka-Herrscher (Sinchi und Sapa Inka) in geläufiger spanischer Schreibung und nach offizieller peruanischer Schreibung des Quechua. Deren Herrschaftsgebiet erstreckte sich zunächst nur über die Gegend um Cusco. Erst Pachacútec Yupanqui schuf das Großreich Tawantinsuyu. Für die Zeit vor Gründung des Großreichs ist die Liste nicht gesichert, und die Jahreszahlen sind sehr unsicher. Die „Porträts“ sind nicht authentisch; sie entstanden Jahrzehnte oder Jahrhunderte nach Ableben der Dargestellten.
|                                        |                                     | Name                                | Name                                | Regierung                           | Anmerkungen |
| Sinchi von Urin Qusqu (Unter-Cusco)    | Sinchi von Urin Qusqu (Unter-Cusco) | Sinchi von Urin Qusqu (Unter-Cusco) | Sinchi von Urin Qusqu (Unter-Cusco) | Sinchi von Urin Qusqu (Unter-Cusco) | Sinchi von Urin Qusqu (Unter-Cusco)                                                                                      |
| -------------------------------------- | ----------------------------------- | ----------------------------------- | ----------------------------------- | ----------------------------------- | --- |
| 1                                      |                                     | Manco Cápac                         | Manku Qhapaq                        | ab ca. 1200                         | Angeblich Sohn des Sonnengottes Inti                                                                                     |
| 2                                      |                                     | Sinchi Roca                         | Sinchi Ruq'a                        | um 1230                             | Sohn des Manco Cápac |
| 3                                      |                                     | Lloque Yupanqui                     | Lluq'i Yupanki                      | um 1260                             | Sohn des Sinchi Roca |
| 4                                      |                                     | Mayta Cápac                         | Mayta Qhapaq                        | um 1290                             | Sohn des Lloque Yupanqui                                                                                                 |
| 5                                      |                                     | Cápac Yupanqui                      | Qhapaq Yupanki                      | um 1320                             | Sohn des Mayta Cápac |
| Sapa Inka von Hanan Qusqu (Ober-Cusco) |                                     |                                     |                                     |                                     | |
| 6                                      |                                     | Inca Roca                           | Inka Ruq'a                          | um 1350                             | Sohn des Cápac Yupanqui                                                                                                  |
| 7                                      |                                     | Yáhuar Huácac                       | Yawar Waqaq                         | um 1380                             | Sohn des Inca Roca |
| 8                                      |                                     | Huiracocha (Viracocha) Inca         | Wiraqucha Inka                      | um 1410                             | Sohn des Yáhuar Huácac                                                                                                   |
| Sapa Inka von Tawantinsuyu             |                                     |                                     |                                     |                                     | |
| 9                                      |                                     | Pachacútec Yupanqui                 | Pachakutiq Yupanki                  | 1438 – 1471                         | Sohn des Viracocha, Gründer des Großreichs Tawantinsuyu                                                                  |
| 10                                     |                                     | Túpac Yupanqui                      | Tupaq Yupanki                       | 1471 – 1493                         | Sohn des Pachacútec Yupanqui                                                                                             |
| 11                                     |                                     | Huayna Cápac                        | Wayna Qhapaq                        | 1493 – 1527                         | Sohn des Túpac Yupanqui                                                                                                  |
| 12                                     |                                     | Huáscar                             | Waskar                              | 1527 – 1532                         | Sohn des Huayna Cápac, residierte in Cusco, wurde im Auftrag Atahualpas ermordet                                         |
| 13                                     |                                     | Atahualpa                           | Atawallpa                           | 1527 – 1533                         | Sohn des Huayna Cápac, residierte in Quito, am 26. Juli 1533 von den Spaniern hingerichtet.                              |
| Von den Spaniern eingesetzte Sapa Inka |                                     |                                     |                                     |                                     | |
| 14                                     |                                     | Túpac Huallpa                       | Tupaq Wallpa                        | 1533                                | Sohn des Huayna Cápac, von Pizarro eingesetzt, starb unter ungeklärten Umständen.                                        |
| 15                                     |                                     | Manco Cápac II.                     | Manku Qhapaq II.                    | 1533 – 1536/1544                    | Sohn des Huayna Cápac; von Pizarro eingesetzt; revoltierte 1536 gegen die Spanier, zog sich dann nach Vilcabamba zurück. |
| —                                      |                                     | Paullu Inca Túpac                   | Pawllu Inka Tupaq                   | 1536 – 1549                         | Sohn des Huayna Cápac, von Almagro eingesetzt, wird nur selten als Inkaherrscher erwähnt.                                |
| Sapa Inka von Vilcabamba               |                                     |                                     |                                     |                                     | |
| 15                                     |                                     | Manco Cápac II.                     | Manku Qhapaq II.                    | 1537 – 1544                         | siehe oben |
| 16                                     |                                     | Sayri Túpac                         | Sayri Tupaq                         | 1544 – 1561                         | Sohn des Manco Cápac II.                                                                                                 |
| 17                                     |                                     | Titu Cusi Yupanqui                  | Titu Kusi Yupanki                   | 1561 – 1571                         | Sohn des Manco Cápac II.                                                                                                 |
| 18                                     |                                     | Túpac Amaru                         | Tupaq Amaru                         | 1571 – 1572                         | Sohn des Manco Cápac II., am 24. September 1572 von den Spaniern hingerichtet.                                           |